# إيرينا شفينسكا
إيرينا شفينسكا (Irena Szewińska) هي لاعبة أولمبية لرياضة ألعاب القوى من بولندا. شاركت في الأولمبياد الصيفي في 1964–1976، وفازت بما مجموعه 7 ميداليات.

## الميداليات
| ذهب | فضة | برونز | المجموع |
| 3   | 2   | 2     | 7       |

## روابط خارجية
- إيرينا شفينسكا على موقع الاتحاد الدولي لألعاب القوى (الإنجليزية)
- إيرينا شفينسكا على موقع اللجنة الأولمبية الدولية (الإنجليزية)
- إيرينا شفينسكا على موقع أوليمبيديا (الإنجليزية)
- إيرينا شفينسكا على موقع اللجنة الأولمبية البولندية (مؤرشف) (البولندية)